# Altair BASIC

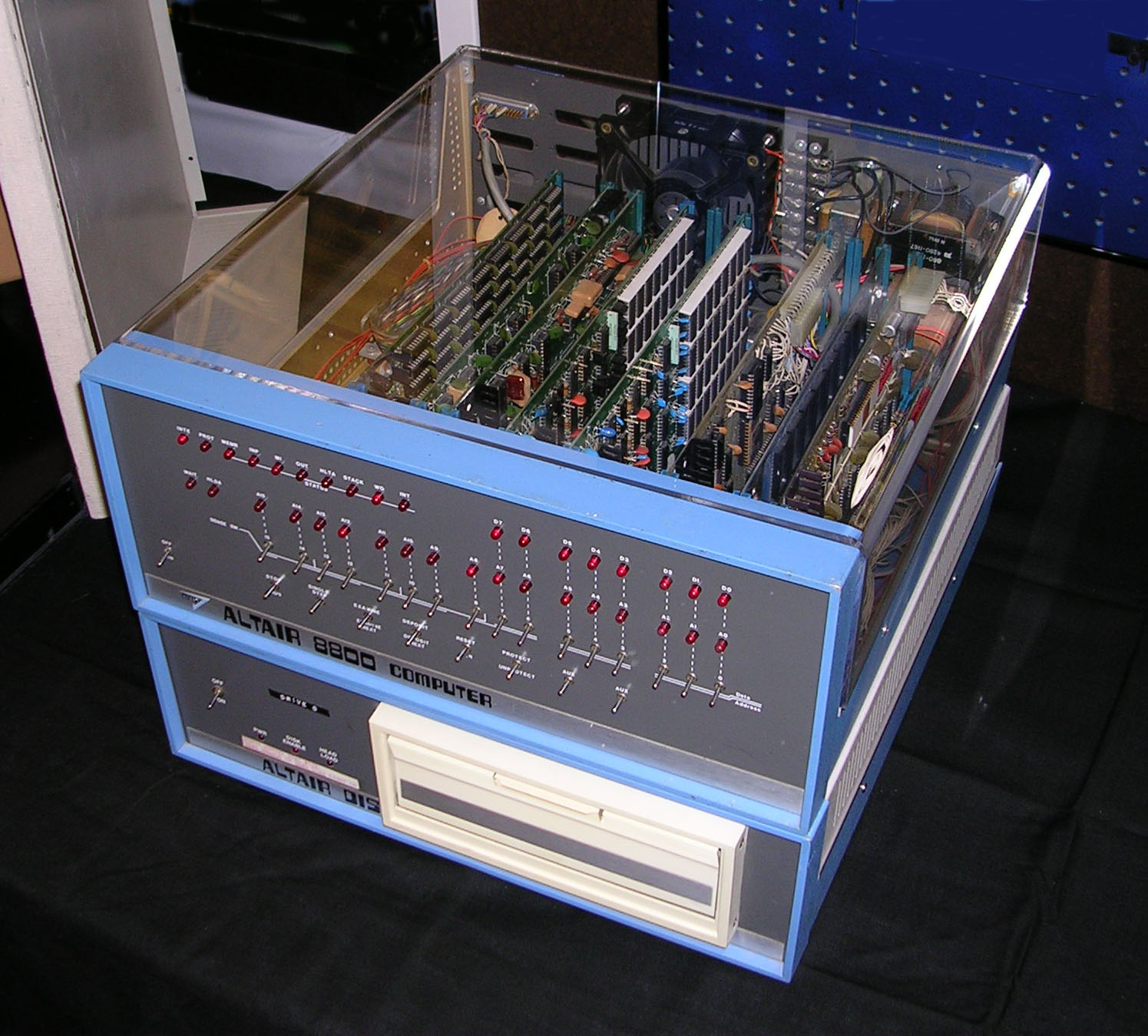
Altair 8800 de MITS.

L’Altair BASIC est un interpréteur BASIC développé par les deux fondateurs de la société Microsoft, Bill Gates et Paul Allen, pour l'un des premiers micro-ordinateurs : l'Altair 8800 du constructeur MITS.

## Historique
En 1975, les deux pionniers de la micro-informatique, Bill Gates et son ami d'école Paul Allen découvrent l'Altair 8800 dans le magazine d'électronique américain Popular Electronics (en). Un micro-ordinateur basé sur le microprocesseur Intel 8080 ou Intel 8080A vendu en kit électronique à quelques milliers d'exemplaires pour les particuliers en 1975. Il est considéré comme l'un des premiers micro-ordinateurs vendus aux particuliers, le premier étant le Micral de la société française R2E, apparu en 1972.
Les deux amis d'école, âgés de 20 et 22 ans, proposent par courrier à la société MITS de développer l'Altair BASIC pour cette machine pour offrir une alternative conviviale au langage assembleur de base de la machine. Ed Roberts, créateur de l'Altaïr accepte et les deux amis développent leur BASIC en trente jours en travaillant durement à Boston sur un simulateur PDP-10.
Une fois la version mise au point en octobre 1975, Paul Allen s'envole pour Albuquerque au Nouveau-Mexique pour rencontrer son client et lui faire une démonstration du Altair BASIC. L'essai a fonctionné du premier coup alors que leur langage sauvegardé sur ruban perforé n'avait jamais été testé sur un Altair 8800.
Paul Allen et Bill Gates fondent alors immédiatement sur place la société Microsoft et s'installent dans un motel du Nouveau-Mexique pour démarrer leur première activité commerciale de développement, en parvenant à négocier 35 USD par copie de leur langage.
Par la suite, l’Altair BASIC sera étendu et porté par l'équipe grandissante de Microsoft sur d'autres machines 8 et 16 bits, permettant aux programmes rédigés en BASIC une certaine portabilité.
L'Altair 8800 et son Altair BASIC ne survécurent pas longtemps à la formidable évolution de la micro-informatique mais reste d'un point de vue historique le premier micro-ordinateur et langage de programmation micro-informatique vendus aux particuliers ainsi que le point de départ du succès de Microsoft.